# IC 5084
IC 5084 est une galaxie spirale barrée située dans la constellation du Paon. Sa vitesse par rapport au fond diffus cosmologique est de 3 054 ± 12 km/s, ce qui correspond à une distance de Hubble de 45,0 ± 3,2 Mpc (∼147 millions d'al). Cette galaxie a été découverte par l'astronome américain DeLisle Stewart en 1899.
La classe de luminosité d'IC 5084 est II et elle présente une large raie HI. Selon la base de données Simbad, IC 5084 est une galaxie active de type Seyfert 2.
À ce jour, quatre mesures non basées sur le décalage vers le rouge (redshift) donnent une distance de 41,825 ± 10,003 Mpc (∼136 millions d'al), ce qui est à l'intérieur des valeurs de la distance de Hubble.

## Supernova
La supernova SN 2005br a été découverte dans IC 5084 le 28 mars 2005 par l'astronome amateur sud africain Berto Monard. Cette supernova était de type Ib et sa magnitude au moment de sa découverte était de 16,5. 

## Groupe d'IC 5096
Selon A. M. Garcia IC 5084 fait partie du groupe d'IC 5096. Ce groupe de galaxies renferme au moins six membres. Les cinq autres galaxies du groupe sont NGC 7021, IC 5092, IC 5096, ESO 107-14 et ESO 107-15.